# سه ستاره
سه ستاره ویژه برنامهٔ نوروزی و تحویل سال شبکه سه در سال‌های ۱۳۹۳، ۱۳۹۵ و ۱۳۹۶ با اجرا و تهیه‌کنندگی احسان علیخانی بود. این برنامه به انتخاب بهترین‌های سال تلویزیون با آرای مردمی می‌پرداخت و در سال‌های ۱۳۹۲، ۱۳۹۴ و ۱۳۹۵ از اواسط اسفند تا تحویل سال پخش می‌شد. فصل اول برنامه در ۱۰ اسفند ۱۳۹۲ آغاز و در ۲۹ اسفند ۱۳۹۲ به پایان رسید، فصل دوم در ۱۵ اسفند ۱۳۹۴ آغاز و در ۱ فروردین ۱۳۹۵ به پایان رسید و فصل سوم در ۱۴ اسفند ۱۳۹۵ آغاز و در ۳۰ اسفند ۱۳۹۵ به پایان رسید. این برنامه از پربیننده‌ترین برنامه‌های تحویل سال صدا و سیما بود.

## دربارهٔ برنامه
این برنامه با حضور برگزیدگان مردمی سه ستاره به همراه ده‌ها چهره مطرح از حوزهٔ سینما، تلویزیون، ورزش، موسیقی و همچنین نخبگان جوان کشور، مهمان ویژهٔ برنامه تحویل سال شبکه سه بودند. بخش‌های گوناگونی نیز در حوزه‌های مختلف علمی و فرهنگی پخش شد.

## برگزیدگان
| ۱۳۹۵ | نام            | دسته     | کار نامزد شده |
| ---- | -------------- | -------- | ------------- |
| ۱    | مهران مدیری    | مجری مرد | دورهمی        |
| ۲    | عادل فردوسی‌پور | مجری مرد | نود           |
| ۳    | رامبد جوان     | مجری مرد | خندوانه       |

| ۱۳۹۵ | نام          | دسته    | کار نامزد شده |
| ---- | ------------ | ------- | ------------- |
| ۱    | مژده لواسانی | مجری زن | رو به‌راه      |
| ۲    | ژاله صادقیان | مجری زن | دل افروزان    |
| ۳    | گیتی خامنه   | مجری زن | عصر خانواده   |

| ۱۳۹۵ | نام              | دسته           | کار نامزد شده   |
| ---- | ---------------- | -------------- | --------------- |
| ۱    | محمد علیزاده     | خواننده تیتراژ | سریال برادر     |
| ۲    | احسان خواجه‌امیری | خواننده تیتراژ | سریال پریا      |
| ۳    | امید نعمتی       | خواننده تیتراژ | سریال لیسانسه‌ها |

| ۱۳۹۵ | برنامه     | دسته            | مجری            |
| ---- | ---------- | --------------- | --------------- |
| ۱    | فوتبال ۱۲۰ | برنامه‌های تخصصی | عادل فردوسی‌پور  |
| ۲    | سمت خدا    | برنامه‌های تخصصی | نجم‌الدین شریعتی |
| ۳    | ثریا       | برنامه‌های تخصصی | وحید یامین‌پور   |

## موسیقی تیتراژ
| سال پخش | نام خواننده                                                                                            | نام آهنگ   | نوع تیتراژ              | توضیحات ویژه                                                                                                |
| ------- | --- | ---------- | ----------------------- | --- |
| ۱۳۹۶    | محمدرضا هدایتی، سامان جلیلی، پیام عزیزی، رضا صادقی، مرتضی پاشایی، مهدی یراحی، محمد علیزاده، سعید شهروز | فصل بهار ۳ | تیتراژ ابتدایی و پایانی | ترانه‌سرا و ملودی: حسن کریمی/تنظیم‌کننده و میکس: معین راهبر/تهیه‌کننده: احسان علیخانی/کارگردان: برادران بوشهری |
| ۱۳۹۵    | محمدرضا هدایتی، سامان جلیلی، پیام عزیزی، رضا صادقی، مرتضی پاشایی، مهدی یراحی، محمد علیزاده، سعید شهروز | فصل بهار ۳ | تیتراژ ابتدایی و پایانی | ترانه‌سرا و ملودی: حسن کریمی/تنظیم‌کننده و میکس: معین راهبر/تهیه‌کننده: احسان علیخانی/کارگردان: برادران بوشهری |
| ۱۳۹۳    | پیام عزیزی، رضا صادقی، مرتضی پاشایی، مهدی یراحی، محمد علیزاده، سعید شهروز                              | فصل بهار   | تیتراژ ابتدایی و پایانی | ترانه‌سرا و ملودی: حسن کریمی/تنظیم‌کننده و میکس: معین راهبر/تهیه‌کننده: احسان علیخانی/کارگردان: برادران بوشهری |